# Napoleon, Dakota de Nord
Napoleon este sediul comitatului Logan (conform originalului din engleză, Logan County), unul din cele 53 de comitate ale statului american Dakota de Nord. Populația era de 857 de locuitori conform Census 2010.
1. ↑  2016 U.S. Gazetteer Files
2. ↑  2010 U.S. Gazetteer Files, accesat în 9 iulie 2020